# Жидок (річка)
Жидок — річка в Україні, в межах Вишгородського районів Київської області. Права притока Дніпра. На старовинних картах річка підписана як Жид.
Довжина річки 25 км. За даними «Каталогу річок України» довжина складала 29 км, вона зменшилася внаслідок створення Київського водосховища та заптоплення колишнього гирла річки. Площа басейну 151 км². Похил 1,4 м/км.

## Опис річки
Бере початок в лісі за 1 км на захід від села Федорівка. Далі протікає повз село Андріївка, селами Любимівка (на річці частково заболочений ставок) та Сичівка і північніше села Толокунь впадає у Дніпро.
Останні 4 км, майже перед самим впадінням у Дніпро, протікає повз ставки рибного господарства. Русло частково каналізоване (неподалік від витоків та гирла). У Любимівці Жидок приймає свою єдину (праву) притоку Лосинку.
Також у Жидок впадає багато меліоративних каналів — 8 з лівого боку та 2 з правого.
Хоча річка має невелику довжину, вона багато разів змінює напрям течії — спочатку тече чітко на північ, далі змінює напрям на північно-східний, потім тече чітко на схід і зрештою, останні 5-6 км на південний схід.